# Nacoleia trichogyialis
Nacoleia trichogyialis là một loài bướm đêm trong họ Crambidae.